# Улі Баєршмідт
Улі Баєршмідт (нім. Uli Bayerschmidt, нар. 3 березня 1967, Мюнхен) — німецький футболіст, що грав на позиції півзахисника.
Виступав, зокрема, за клуби «Нюрнберг» та «Герта».

## Ігрова кар'єра
У дорослому футболі дебютував 1986 року виступами за другу команду «Баварії» з рідного Мюнхена, в якій провів один сезон, взявши участь у 34 матчах чемпіонату. З 1987 року став залучатися до оснвного складу «Баварії», проте закріпитися в ньому не зміг, провівши за сезон лише 4 гри.
Тому 1988 року вирішив змінити команду і став гравцем «Нюрнберга». Відіграв за нюрнберзький клуб наступні три сезони своєї ігрової кар'єри.
1991 року уклав контракт з клубом «Герта», у складі якого провів наступні три роки своєї кар'єри гравця. Більшість часу, проведеного у складі «Герти», був основним гравцем команди.
Завершив професійну ігрову кар'єру у клубі «Теніс Боруссія», за команду якого виступав протягом 1994—1996 років.